# Aleurotrachelus hazomiavonae
Aleurotrachelus hazomiavonae là một loài côn trùng cánh nửa trong họ Aleyrodidae, phân họ Aleyrodinae.
Aleurotrachelus hazomiavonae được Takahashi miêu tả khoa học đầu tiên năm 1955.